# Duncan Hamilton
Pour les articles homonymes, voir Hamilton.
Pas d'image ? Cliquez ici
James Duncan Hamilton, dit Duncan Hamilton, est un coureur automobile anglais né le 30 avril 1920 à Cork et décédé le 13 mai 1994 à Sherborne.
Sa carrière en sport automobile s'étala de 1949 à 1958.
Il a participé à 5 Grands Prix comptant pour le championnat du monde de Formule 1 débutant le 14 juillet 1951 au Grand Prix de Grande-Bretagne. Il n'a jamais inscrit de point au championnat. Il a également disputé 33 courses hors-championnat.
Ses meilleurs résultats ont été réalisés dans les courses d'endurance, comme en 1953 où il remporte les 24 Heures du Mans avec son coéquipier Tony Rolt. La voiture de l'équipage Rolt-Hamilton a pourtant été disqualifiée à l'issue des vérifications techniques la veille de la course mais les juristes de Jaguar obtiennent des organisateurs qu'ils l'acceptent au départ. Hamilton s'était entre-temps saoulé dans un café local. Lors des ravitaillement, il refuse le café qu'on lui propose pour le tenir éveillé tout au long des longs relais, au prétexte que l'excitation le rendait imprécis dans sa conduite. Il lui fut donc servi du brandy et il assura ses relais partiellement ivre.  
En 1954 et 1955 il obtint quelques succès et podiums pour voitures de sport 2L. dans son pays, à Goodwood et Silverstone essentiellement.  
Il gagna aussi la Coupe de Paris en 1954 sur Jaguar Type C, et le Prix de Paris en 1956 avec la D-Type... mais surtout les 12 Heures de Reims la même année avec Ivor Bueb, encore sur D-Type (2e en 1954).

## Résultats complets en championnat du monde de Formule 1
| Saison | Écurie                    | Châssis          | Moteur            | Pneus  | GP disputé | Points inscrits | Classement |
| ------ | ------------------------- | ---------------- | ----------------- | ------ | ---------- | --------------- | ---------- |
| 1951   | Talbot                    | Talbot-Lago T26C | Talbot 6 en ligne | Dunlop | 2          | 0               | Nc.        |
| 1952   | Hersham and Walton Motors | HWM 52           | Alta 4 en ligne   | Dunlop | 2          | 0               | Nc.        |
| 1953   | Hersham and Walton Motors | HWM 53           | Alta 4 en ligne   | Dunlop | 1          | 0               | Nc.        |

## Résultats aux 24 Heures du Mans
| Année | Équipe           | Voiture                      | Équipier           | Résultat  |
| ----- | ---------------- | ---------------------------- | ------------------ | --------- |
| 1950  | Healey Motors    | Nash-Healey E                | Tony Rolt          | 4e        |
| 1951  | Healey Motors    | Nash-Healey Sport Coup2      | Tony Rolt          | 6e        |
| 1952  | Jaguar Cars      | Jaguar C-Type                | Tony Rolt          | Abandon   |
| 1953  | Jaguar Cars      | Jaguar C-Type                | Tony Rolt          | Vainqueur |
| 1954  | Jaguar Cars      | Jaguar C-Type                | Tony Rolt          | 2e        |
| 1955  | Jaguar Cars      | Jaguar D-Type                | Tony Rolt          | Abandon   |
| 1956  | Scuderia Ferrari | Ferrari 625LM Spyder Touring | Alfonso de Portago | Abandon   |
| 1957  | J. D. Hamilton   | Jaguar D-Type                | Masten Gregory     | 6e        |
| 1958  | J. D. Hamilton   | Jaguar D-Type                | Ivor Bueb          | Abandon   |